# Петрофина
„Петрофина“ (Petrofina) е белгийска нефтодобивна и нефтопреработваща компания, основана през 1920 година в Антверпен под името „Белгийска петролна финансова компания“ (на френски: Compagnie Financière Belge des Pétroles). Тя функционира до 1999 година, когато се слива с френската компания „Тотал“ (Total).

## „Петрофина“ в САЩ
„Петрофина“ започва да развива по-широка дейност в Съединените щати през 1956 година, когато купува фирмата „Панхендъл Ойл Къмпани“ (Panhandle Oil Company), а по-късно и няколко по-малки петролни компании. Тя изгражда голяма верига от бензиностанции под търговската марка FINA. След сливането на „Петрофина“ и „Тотал“ през 1999 година американските активи на компанията преминават към фирмата „Алон“ (Alon), която днес притежава търговската марка FINA в САЩ.

## „Петрофина“ в България
Преди Втората световна война „Петрофина“ прави няколко опита да навлезе на българския пазар. През 1923 година нейното дъщерно дружество за Югоизточна Европа „Белгийско петролно търговско дружество“ (на френски: Société commerciale belge des pétroles), известно и като „Сокомбел“ (Socombel), открива свое представителство в София, но през 1926 година прекратява дейността си.
През 1932 година „Петрофина“, заедно със Стандарт Ойл, Роял Дъч/Шел и Англо-Ираниан Ойл, е сред основателите на акционерното дружество „Петрол“, което се занимава с дистрибуция на нефтопродукти в България, а по-късно изгражда и своя рафинерия.